# Fericet
Fericet románul: Fericet, falu Romániában, Erdélyben, Fehér megyében. Közigazgatásilag Arada községhez tartozik.

## Fekvése
Arada közelében fekvő település.

## Története
Fericet korábban Arada része volt. 1956 táján vált önálló településsel 368 lakossal. 1966-ban 342, 1977-ben 276, 1992-ben 204, a 2002-es népszámláláskor pedig 186 lakosa volt.

## Látnivalók
- Az 1934-ben állított Horea-obeliszk a romániai műemlékek jegyzékében az AB-III-m-B-00412 sorszámon szerepel.[2]